# Oxyethira copina
Oxyethira copina är en nattsländeart som beskrevs av Angrisano 1995. Oxyethira copina ingår i släktet Oxyethira och familjen smånattsländor. Inga underarter finns listade i Catalogue of Life.